# Bohumil Gallo
Bohumil Gallo (* 21. března 1928 Martin) je slovenský fotograf.

## Životopis
Vyučil se roku 1945 na učňovské škole a v ateliéru umělce Horníka v Martině, kde také v letech 1946-1960 pracoval. Od roku 1970 byl reprodukčním fotografem ve vydavatelství ČSTK Pressfoto v Banské Bystrici. Věnoval se portrétní, divadelní a reklamní fotografii a získal zkušenost také v reprodukci výtvarných děl. Publikoval v divadelním tisku, spolupracoval s tehdejší Oblastní galerií, dnešní Stredoslovenskou galerií v Banské Bystrici.

## Ocenění
- V roce 1958 získal stříbrnou medaili v mezinárodní soutěži v Norimberku